# Physalis volubilis
Physalis volubilis är en potatisväxtart som beskrevs av Umaldy Theodore Waterfall. Physalis volubilis ingår i släktet lyktörter, och familjen potatisväxter. Inga underarter finns listade i Catalogue of Life.